# Distrito de Candarave
El  distrito de Candarave es uno de los seis que conforman la provincia de Candarave, ubicada en el departamento de Tacna en el Sur del Perú. Su principal atractivo turístico es el volcán Yucamani, que le da marco a Candarave, la capital distrital.
Posee una diversidad de fiestas costumbristas típicas, muchas de influencia religiosa. Desde el punto de vista jerárquico de la Iglesia católica forma parte de la Diócesis de Tacna y Moquegua la cual, a su vez, pertenece a la Arquidiócesis de Arequipa.

## Toponimia
Especula Cerrón Palomino que el topónimo proviene de una palabra aimara *kanta-ra-wi que significa 'lugar de muchos aposentos'.

## Ubicación geográfica
El distrito se encuentra a 3415 m s. n. m. (metros sobre el nivel del mar), y está ubicado a 70° 12′ 15″ de longitud Oeste, y 17° 15′ 30″ de latitud Sur.

## Características
Candarave presenta un paisaje pintoresco. Desde la carretera en la parte alta se contempla la ciudad con sus calles rectas, se puede observar también cultivos de alfalfa, ganadería que son las principales actividades de la zona. Así mismo, al fondo cómo guardián imponente se observa el Volcán Yucamani.
Candarave es un centro ganadero agrícola y minero. Cuenta con paisajes y atractivos turísticos como son los géiseres de Calientes, el bosque de Queñua a las faldas del volcán Yucamani y pinturas rupestres en Marjani y en otros distritos de la provincia, así como también el mirador municipal de Candarave, desde donde se puede tener una privilegiada vista al volcán Yucamani.
Del mismo modo, se resalta las lagunas de Suches y el volcán activo Tutupaca, que se encuentran en la zona del Huaytire.

## Demografía
Cuenta con una población total de 3174 habitantes.

## Historia
Los primeros pobladores descienden de los protocollahua, aymaras y de la cultura Tiahuanaco. El conquistador español Pedro Pizarro logra someter estos territorios en el año 1536.
Por decreto del 25 de junio de 1855, Candarave integró la Provincia de Tacna.
Por Ley del 11 de noviembre de 1874, el distrito de Candarave pasa a integrar la Provincia de Tarata.
El 18 de agosto de 1988, por Ley N.º 24887, se crea la Provincia de Candarave, siendo parte del, entonces, Departamento de Tacna.

## Autoridades

### Municipales
- 2019-2022[4]
  - Alcalde: Rodolfo Esteban Nina Yufra, del Movimiento Fuerza Tacna.
  - Regidores:

  1. Elida Condori Conde (Movimiento Fuerza Tacna)
  2. Vicente Vargas Cahuana (Movimiento Fuerza Tacna)
  3. Rodolfo Poma Ticona (Movimiento Fuerza Tacna)
  4. Santa Rosa Cano Mamani (Movimiento Fuerza Tacna)
  5. Reyna Alave Aguilar  (Banderas Tacneñistas)

## Recursos
Candarave es un centro ganadero agrícola y minero. Cuenta con paisajes y atractivos turísticos como son los géiseres de Calientes, el bosque de Queñua a las faldas del volcán Yucamani y pinturas rupestres en Marjani y en otros distritos de la provincia, así como también el mirador municipal de Candarave, desde donde se puede tener una privilegiada vista al volcán Yucamani.

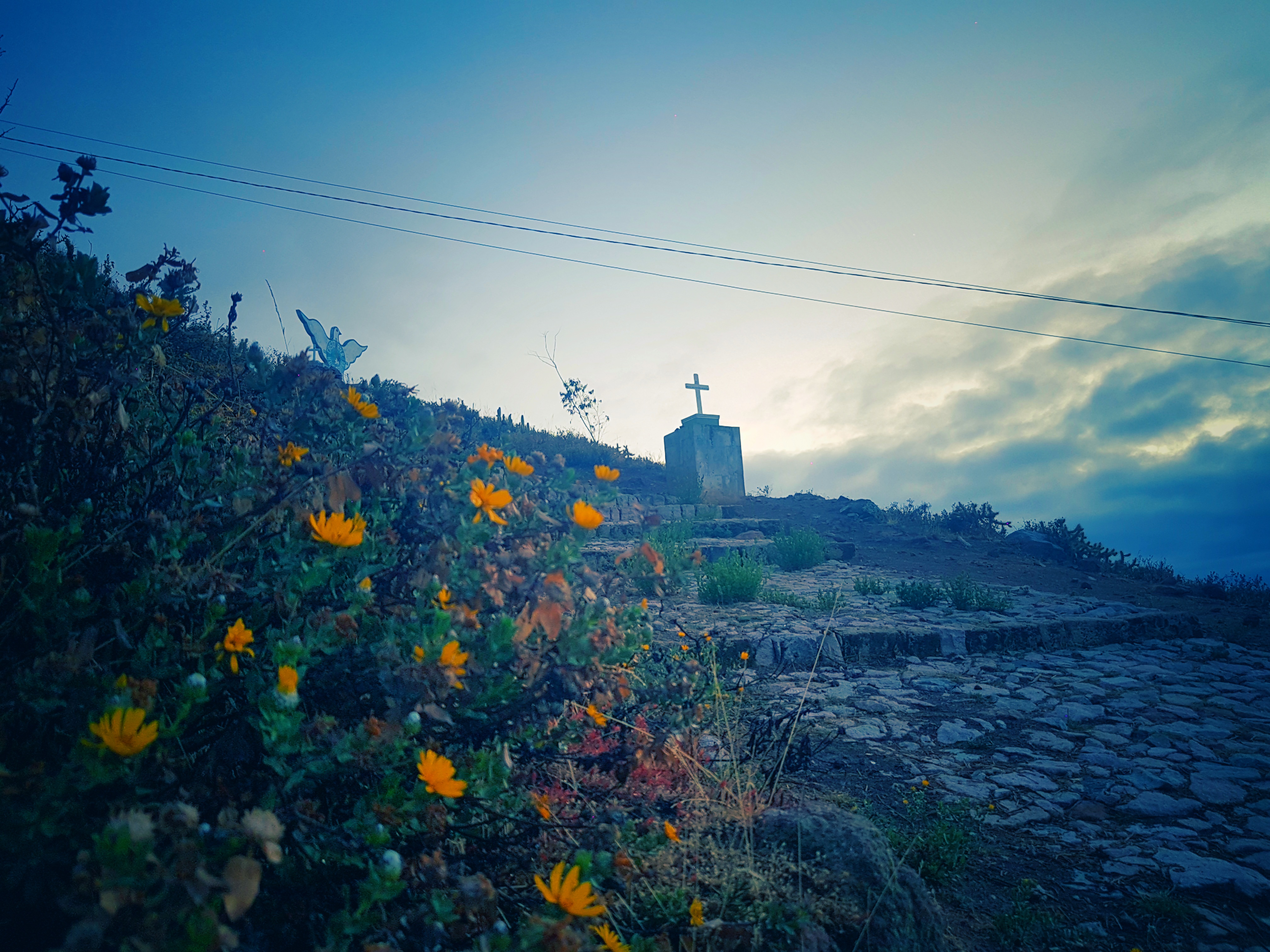
Mirador de Candarave.

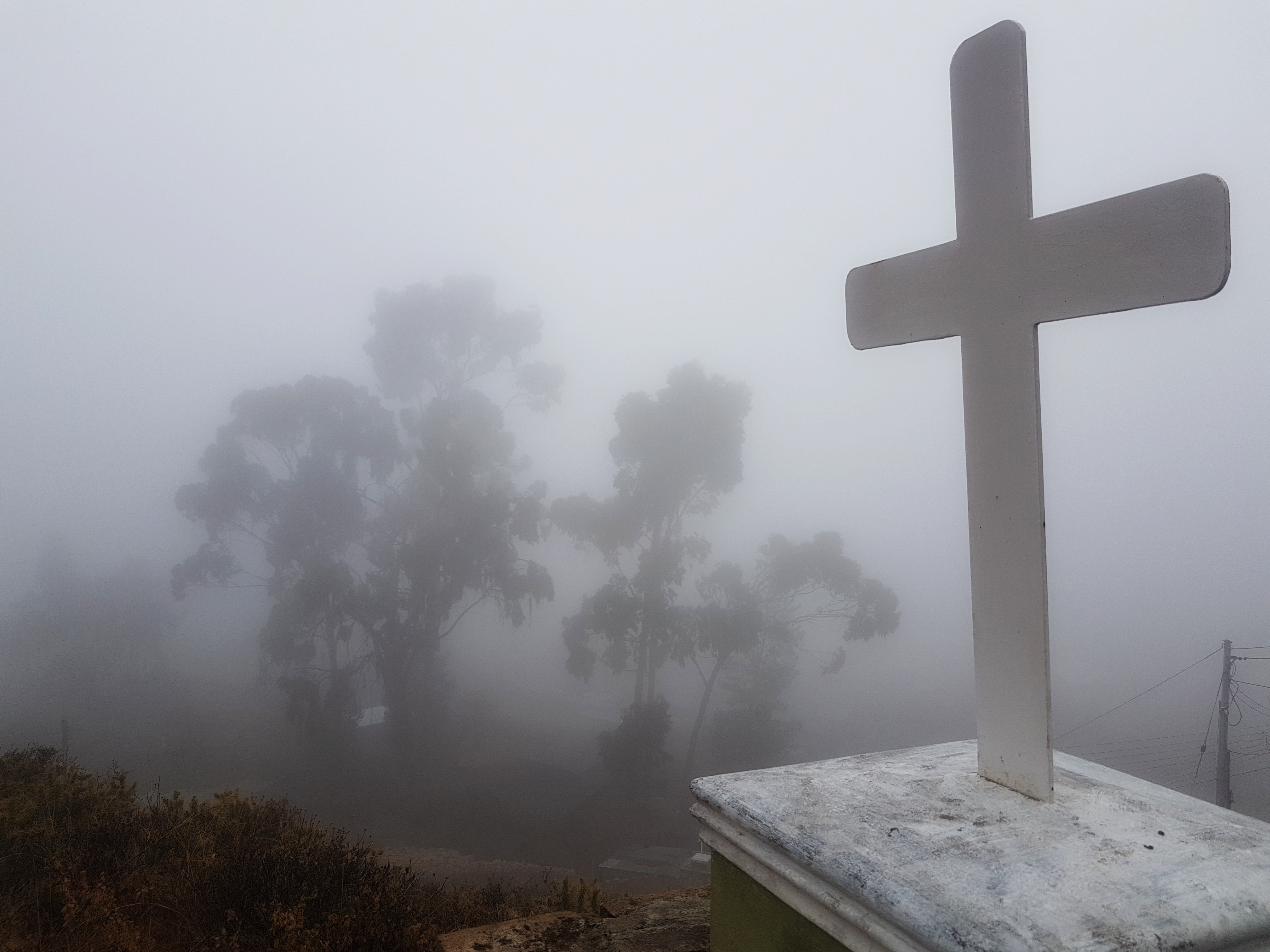
Vía Crucis.

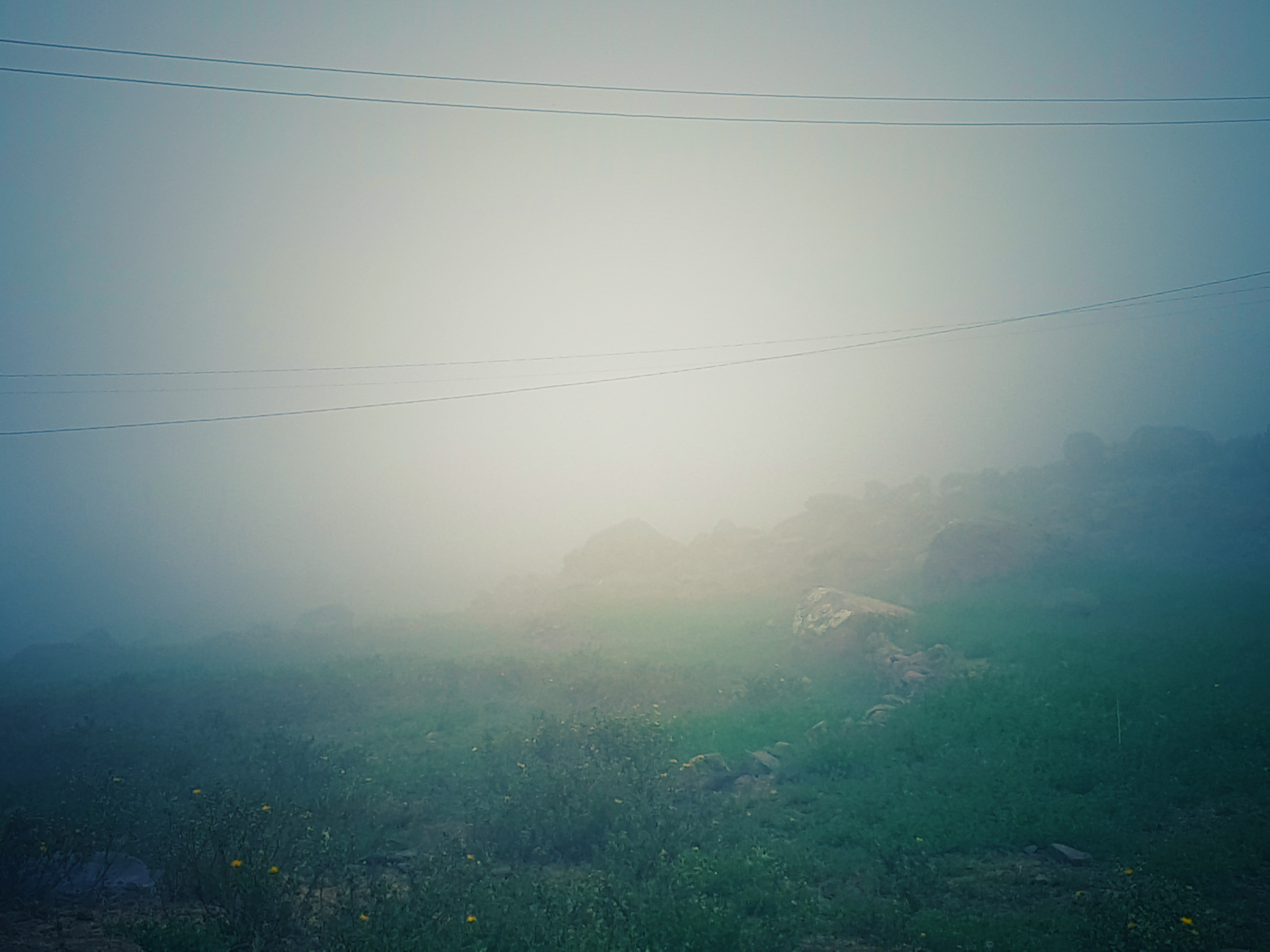
Neblina en las laderas.

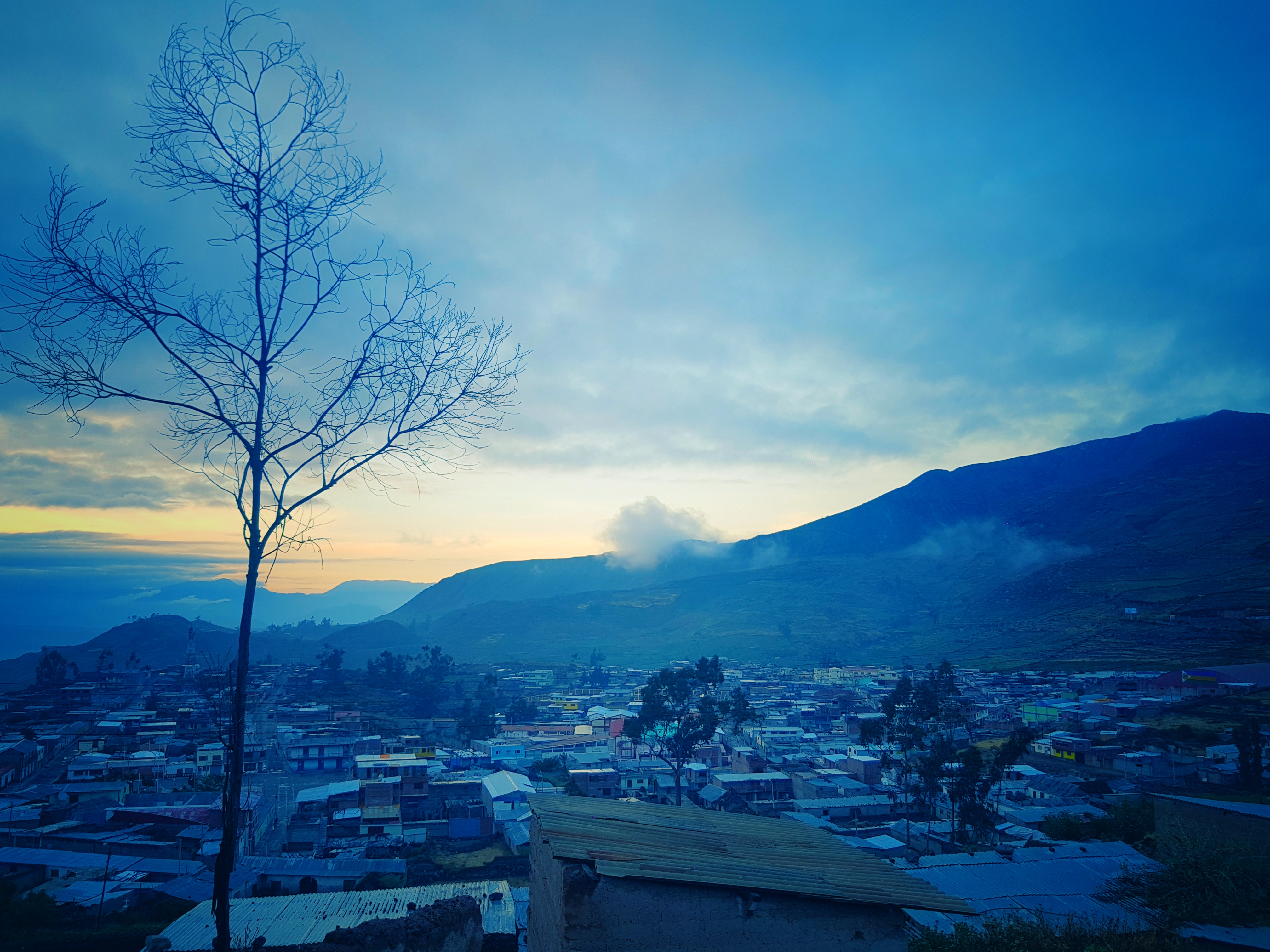
Amanecer en el pueblo.

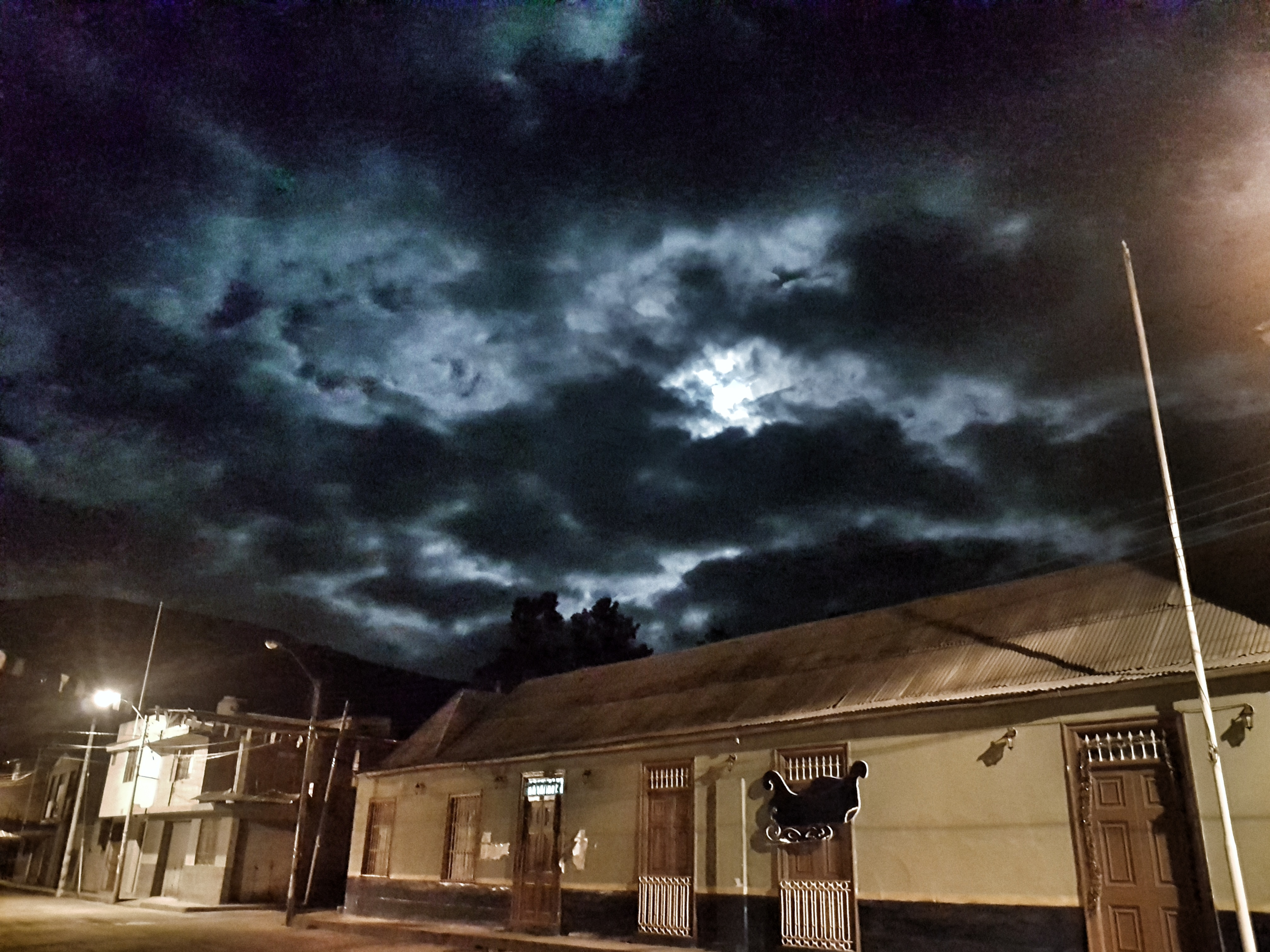
Medianoche en la Plaza Central.

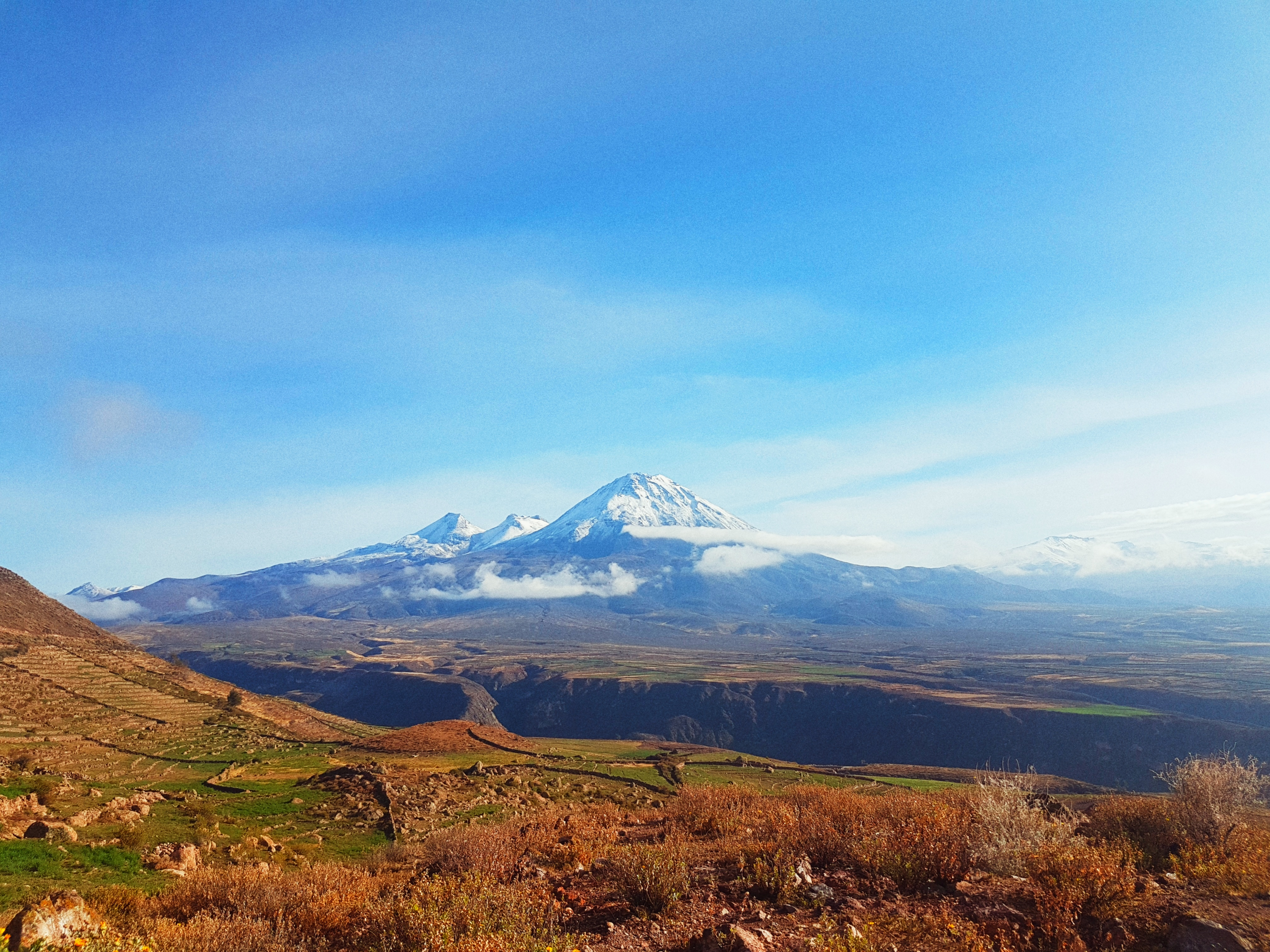
El imponente volcán Yucamani.

## Datos adicionales
En el distrito de Candarave, todos los pueblos surgen a raíz de la Reforma Agraria por la Hacienda de Totora, hoy Centro Poblado de Totora, donde están los pueblos de: Patapatani, Santa Cruz (La Esperanza), Mullini (Pueblo de trabajadores y Colonos), Calleraco, Yucamani, Caliente

## Turismo y Festividades
En la celebración de las diversas festividades, los Candaraveños han permanecido aferrados a sus viejas tradiciones y costumbres, es decir, a su auténtico folklore. Aunque con el transcurso del tiempo las formas hayan cambiado, la esencia misma de cada expresión popular, se mantiene fiel a sus raíces ancestrales, al bello legado de los antepasados.
Las pinturas conservadas en Jirata (Candarave) así como los petroglifos de Tarata o el poblado preincaico de Paramarca en Ticaco son testimonios bien elocuentes de las primitivas culturas.
La mayoría de las fiestas que se celebran en Candarave se deben a motivos religiosos o civiles. Como fiestas religiosas más importantes tenemos la de Las Cruces (22 y 23 de mayo) en la cual una serie de cruces de madera elegantemente adornadas son paseadas en procesión por el pueblo y sus alrededores. Con ello se manifiesta gratitud y alegría por las cosechas, ayuda mutua y fraternidad. También es importante la fiesta de la Virgen de la Merced (24 de septiembre) que es la virgen venerada en la parroquia, cuya imagen es llevada en procesión.
Entre las fiestas civiles de mayor colorido se encuentran las de carnavales, de las que nos ocuparemos en el presente artículo, y la fiesta del Aniversario de la creación de Candarave como provincia; y las fiestas patrias, es decir el día en que conmemoran la independencia.
Todas estas fiestas van acompañadas de bebidas alcohólicas, tales como cerveza y chicha, caracterizándose los festejos por las manifestaciones de alegría.